# Happach (Bibertal)
Happach ist ein Gemeindeteil mit 17 Einwohnern (Stand 2015) von Bibertal im schwäbischen Landkreis Günzburg in Bayern.

## Geschichte
Das Dorf Happach war seit der bayerischen Gemeindeformation im Jahr 1818 der Gemeinde Anhofen zugeordnet. 
Bei der bayerischen Gebietsreform wurde die ehemals selbstständige Gemeinde Anhofen mit den Ortsteilen Emmenthal und Happach zum 1. Mai 1978  sowie weiteren Gemeinden zur Einheitsgemeinde Bibertal zusammengeschlossen.